# Galeazzo Maria Sforza
Galeazzo Maria Sforza (Fermo, 14 o 24 gennaio 1444 – Milano, 26 dicembre 1476) fu duca di Milano dal 1466 al 1476, anno in cui fu assassinato all'entrata della chiesa di Santo Stefano per mano di alcuni nobili.
Figlio di Francesco Sforza e di Bianca Maria Visconti, fu educato secondo i valori dell'Umanesimo, incardinati sulla conoscenza degli antichi latini e greci sia linguisticamente, sia nella prospettiva più culturale. Crudele e vendicativo, era «un homo che faceva grandi pazzie et cose dishoneste da non scrivere».
Di temperamento instabile e sregolato, ebbe ripetuti contrasti con la madre, che esplosero al momento dell'ascesa al trono ducale dopo la morte del padre e che terminarono, secondo alcuni, in un matricidio. Di carattere altero e tendente alla superbia, Galeazzo Maria si dimostrò al contempo governante capace e saggio, proseguendo in questo campo la oculata politica di risanamento economico-sociale avviata già dal padre.
Coadiuvato dal segretario Cicco Simonetta, inaugurò una nuova politica monetaria e favorì le coltivazioni e le irrigazioni. Amante dell'arte e della cultura, si fece promotore dell'abbellimento del castello di Porta Giovia (Castello Sforzesco) chiamandovi artisti per decorarlo.
Benché avesse dimostrato attenzione nei confronti dei Medici e avesse protetto gli alleati contro le mire piemontesi, il duca dimostrò la repentinità con cui cambiava le alleanze annullando da un lato il matrimonio del fratello Sforza Maria Sforza con Eleonora d'Aragona, figlia del re di Napoli e membro effettivo della lega; dall'altro, combinando un matrimonio con l'odiata dinastia dei Savoia per pressioni politiche da parte del Re di Francia. Fu proprio quest'ultimo a favorire una congiura che lo uccise il 26 dicembre 1476, a 32 anni d'età, mentre presenziava alla messa di Santo Stefano nell'omonima basilica. Tuttavia, ciò non fu sufficiente per frenare il potere degli Sforza sulla città meneghina; gli succedette il figlio di 7 anni, Gian Galeazzo Maria Sforza.

## Biografia

### Infanzia, educazione e apprendistato

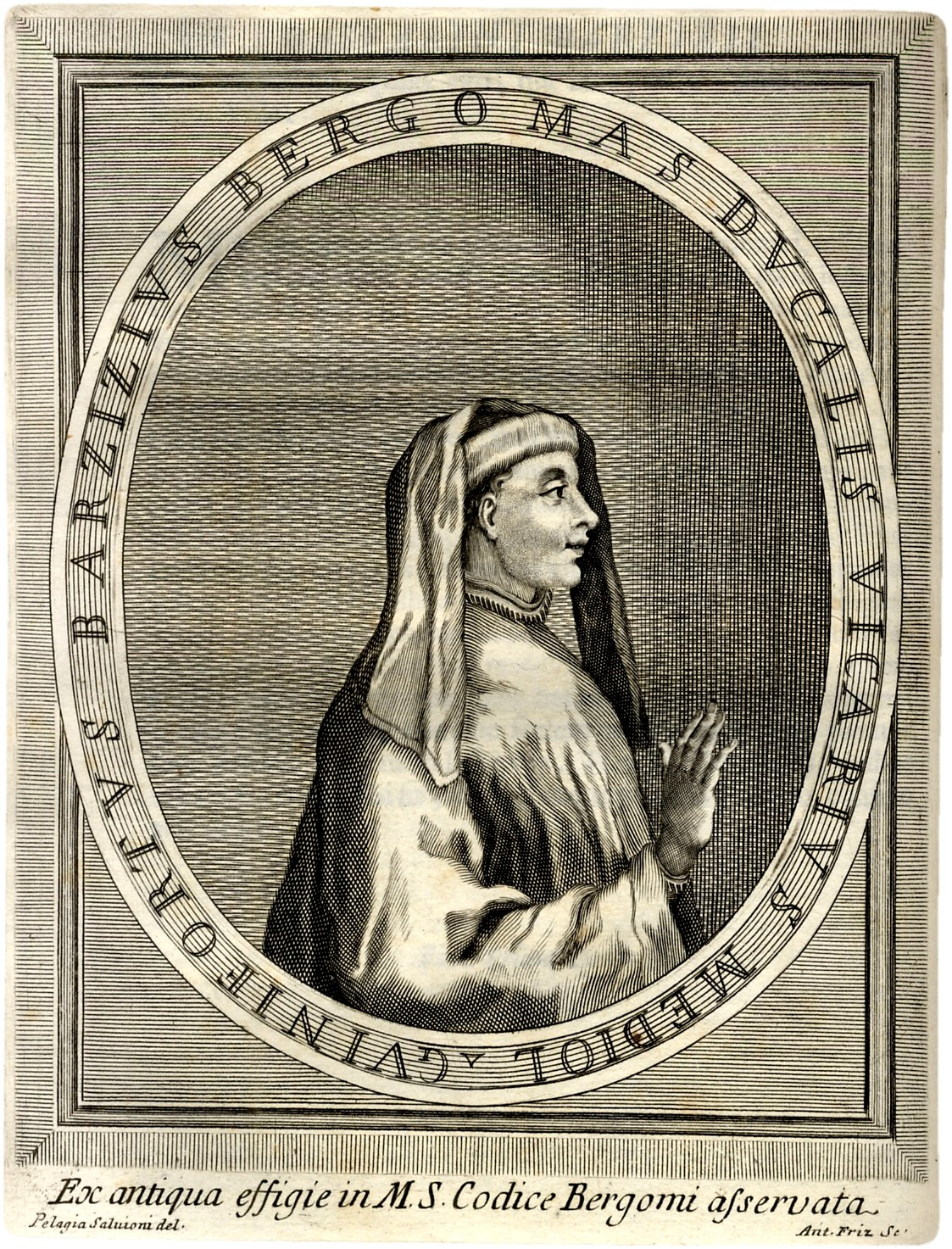
Guiniforte Barzizza, maestro di Galeazzo Maria e di Ippolita Maria Sforza

Figlio primogenito di Francesco Sforza e di Bianca Maria Visconti, nacque il 14 o il 24 gennaio 1444 alle ore 21 a Fermo, città della quale il padre deteneva la signoria, presso la rocca detta del Girone o del Girifalco (posta in posizione dominante in cima al Colle Sàbulo, ove sorge la città di Fermo), dov'era la residenza della famiglia Sforza. La permanenza a Fermo venne interrotta nel 1445, quando le città della Marca Fermana si ribellarono alla signoria sforzesca e in modo particolare i residenti della capitale, Fermo, assediarono la rocca che fu messa a ferro e fuoco ("quel giorno le pietre infuocate andavano dal basso verso l'alto" racconta un testimone), costringendo gli Sforza ad abbandonare definitivamente Fermo e tornare nel Nord Italia, rifugiandosi in un primo momento a Pesaro, poi a Cremona.
Il nonno materno, Filippo Maria Visconti, volle chiamarlo Galeazzo in memoria di suo padre e Maria in ottemperanza al voto dello stesso, sancendo in questo modo la continuità della casata viscontea nella giovane dinastia Sforza. Dopo che il padre riuscì ad abbattere, con un colpo di mano, l'Aurea Repubblica Ambrosiana (entità politica creatasi alla morte di Filippo Maria nel 1447), Galeazzo Maria fu presentato come erede del Ducato di Milano e insignito del titolo di conte di Pavia. Visse i successivi anni tra il castello di Abbiategrasso e Pavia, sotto la custodia della nonna materna Agnese del Maino.
Il padre desiderò che il primogenito (così come la sorella Ippolita, estremamente dotata intellettualmente) ricevesse l'istruzione migliore da parte di eccellenti precettori umanisti, tra i quali figurava anche quel Cola Montano che sarà l'educatore dei futuri assassini di Galeazzo Maria nel 1476. Tra i principali educatori, si ricorda in primo luogo Baldo Martorelli, umanista marchigiano erede della pedagogia umanista di Vittorino da Feltre, che compose un manuale di Grammatica latina per i giovani principi.
Questi impartì a Galeazzo Maria, secondo l'educazione umanista, la conoscenza della storia, della geografia, della musica, della danza, della poesia e delle lingue classiche. In seguito fu posto sotto le cure di Guiniforte Barzizza che, entrato in servizio nel 1457, completò l'educazione del giovane principe dandogli quei primi rudimenti politici necessari perché potesse giostrarsi negli intrighi politici (il Barzizza fu infatti segretario di Filippo Maria Visconti, il che lo rendeva estremamente adeguato per il compito). Il Ratti, però, ricorda che non fu solo l'educazione umanistica a essergli stata impartita:
(Ratti, 2, p. 44)

### Primi compiti ufficiali

#### Gennaio 1452: Ferrara
Per fargli prendere confidenza con gli affari di Stato, il padre Francesco Sforza inviò il piccolo Galeazzo Maria, accompagnato dal precettore e, in alcuni casi, anche dalla madre, a far da rappresentante del Ducato di Milano. La prima ambasciata del giovane Sforza fu quella ferrarese, quando aveva soltanto 8 anni: obiettivo era migliorare i rapporti con Federico III d'Asburgo, imperatore del Sacro Romano Impero in viaggio per raggiungere Roma ove avrebbe cinto la corona imperiale. Questi aveva accolto malvolentieri la presa di potere da parte di Francesco Sforza senza avere prima il suo consenso, e l'ambasceria del figlioletto avrebbe potuto mitigare i risentimenti imperiali. Grazie a un'orazione preparata da Francesco Filelfo, il giovane fece buona impressione sia su Federico, sia sul duca di Ferrara Borso d'Este. Quest'ultimo, come segno di buone intenzioni verso la nuova dinastia meneghina, si diresse lui stesso a piedi verso Galeazzo Maria a cavallo come segno d'ossequio.

#### Primavera 1459: Firenze

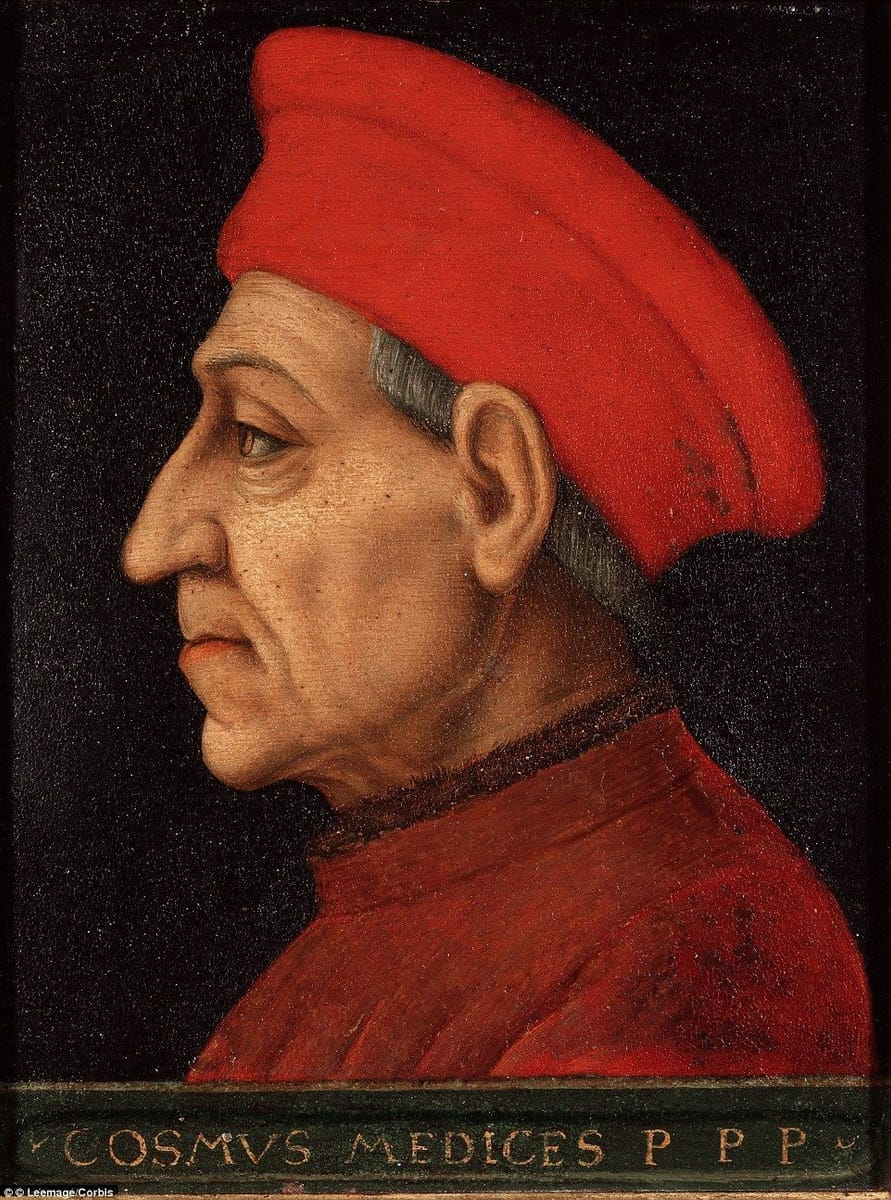
Cosimo de' Medici era un importante alleato del padre di Galeazzo Maria, in virtù della potenza finanziaria del banco mediceo

Due anni dopo, il giovane Galeazzo Maria fu inviato nella primavera del 1459 come ambasciatore a Firenze, città amica degli Sforza dove era di passaggio papa Pio II, intento a raccogliere il più vasto numero possibile di alleati italiani per la spedizione contro l'Impero ottomano. Durante il soggiorno fiorentino, Galeazzo Maria viene accolto con tutti gli onori: Pio II gli permette di fiancheggiarlo a cavallo, onore concesso a pochi; Cosimo de' Medici lo invita nella sua casa di Via Larga, concedendogli onori principeschi e intrattenendolo con feste sontuose. Il ricordo fu così piacevole che il giovane Sforza ebbe a dire:
(Frase di Galeazzo Maria riportata in Lopez, p. 85)

#### Maggio 1459: Concilio di Mantova
Quando nell'aprile del 1459 il Papa lasciò Firenze, Galeazzo Maria lo seguì fino a Mantova, ove il pontefice senese aveva indetto il Concilio eponimo per organizzare una spedizione contro gli Ottomani che avevano preso Costantinopoli nel 1453. Tale concilio, che si rivelò presto un fallimento totale per la mancanza di partecipanti e per le divisioni interne dei principi italiani e stranieri (tra questi ultimi, era ostile alla crociata Carlo VII di Francia), risultò propizio per le sorti degli Sforza: Bianca Maria, amica della marchesa Barbara di Brandeburgo consorte di Ludovico Gonzaga, favorì il matrimonio tra Galeazzo Maria e la figlia dei marchesi mantovani Dorotea, in quanto i Gonzaga aiutarono lo Sforza nella guerra contro i Veneziani di pochi anni prima.

#### 1461-1465: apprendistato politico
Dopo queste prime ambascerie di carattere diplomatico, Galeazzo Maria fu chiamato dal padre per supervisionare gli affari di Stato e prendere dimestichezza con l'esercizio del potere, aiutato in questo compito dall'abile segretario ducale Cicco Simonetta. Si venne così a creare una solida armonia tra i tre uomini, dalla quale rimase però esclusa la madre, con suo grave dissentire.

### Guerre in Francia (1465-1466)
Nel 1461 divenne re di Francia Luigi XI, al quale spettò il compito di consolidare ulteriormente l'autorità monarchica dopo la vittoria nella guerra dei cent'anni a discapito dei feudatari restii a cedere i loro privilegi al monarca francese, scatenando la rivolta del bene Pubblico. Tra questi nobili riottosi, spiccava la figura di Carlo il Temerario, duca di Borgogna, il quale ingaggerà fino al 1477 (anno della sua morte), una lotta mortale col re francese.

#### Galeazzo Maria in Francia
Allo scoppiare dei primi scontri, Francesco Sforza cercò di migliorare i rapporti con la nazione d'oltralpe inviando un contingente armato al comando del primogenito Galeazzo Maria perché fiancheggiasse re Luigi contro l'aristocrazia ribelle. La guerra fu, per il giovane Sforza, l'ultimo tassello per il completamento del suo curriculum. Poiché era fiancheggiato da esperti generali (tra i quali figurava il fedele Gaspare Vimercati), Galeazzo Maria poteva osservare il funzionamento della macchina bellica senza avere alcuna responsabilità effettiva.

### Governo del Ducato (1466-1476)

#### Successione inaspettata e il rientro a Milano

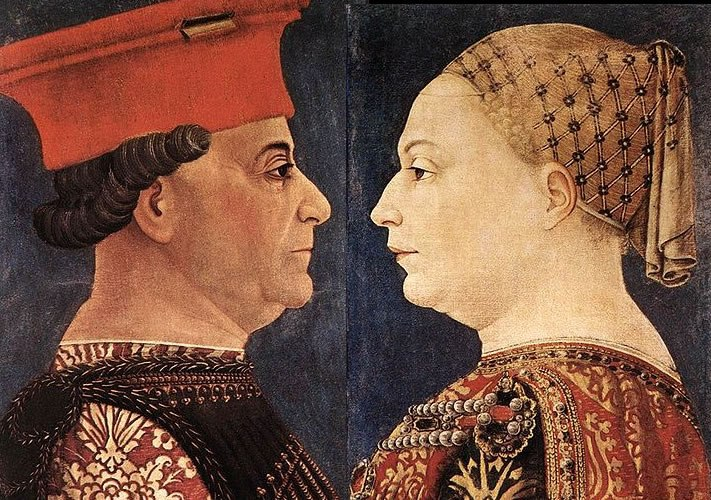
Bonifacio Bembo, Francesco Sforza e Bianca Maria Visconti, Pinacoteca di Brera, Milano. I genitori di Galeazzo Maria si preoccuparono di dargli la migliore istruzione culturale, politica e militare.

L'8 marzo del 1466, dopo due giorni di una improvvisa malattia, Francesco Sforza morì. Richiamato urgentemente a Milano dalla madre, Galeazzo, lasciato Giovanni Scipione in Francia quale suo sostituto, si mise quindi in marcia, traversando in incognito - era vestito da mercante - i territori dell'ostile duca di Savoia Amedeo IX. 

L'odio verso gli Sforza era dovuto al rancore di Maria di Savoia che, in quanto moglie abbandonata dal nonno di Galeazzo Maria, Filippo Maria Visconti, nutriva profonda avversione verso i nuovi duchi di Milano, da lei considerati usurpatori di quanto le sarebbe dovuto spettare dal matrimonio con Filippo Maria.

Nonostante le precauzioni, il 16 marzo Galeazzo Maria e il suo seguito furono attaccati e dovettero rifugiarsi per alcuni giorni nella chiesa della Abbazia di Novalesa ai piedi del Colle del Moncenisio nei pressi di Susa. La situazione fu risolta grazie all'intervento di Bianca Maria, la quale convinse il marchese Antonio di Romagnano, politico piemontese, delle minacce francesi che il Ducato di Savoia avrebbe ricevuto qualora fosse stato fatto del male al novello duca.
Galeazzo Maria entrò a Milano il 20 marzo/29 marzo 1466 passando da porta Ticinese e in mezzo a una folla acclamante. I festeggiamenti per il suo ingresso erano stati preparati con sollecitudine dalla madre per mettere a tacere coloro che osavano dubitare della legittima successione. Nel contempo, da tutte le grandi potenze italiane (con l'eccezione di Venezia, nemica tradizionale dello Sforza) e dai domini ducali giunsero messaggi di cordoglio per la morte del duca Francesco.

#### L'indicibile crudeltà di Galeazzo Maria

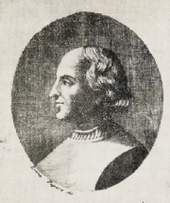
Cicco Simonetta, l'abile collaboratore di Francesco Sforza, mantenne la sua posizione anche durante il regno del figlio

Il giovane duca (aveva 22 anni, al momento della sua ascesa al potere) era assai lontano dall'incarnare la moderazione, la gentilezza e la temperanza dei genitori nell'esercizio del potere. Come rivelerà già all'indomani della sua incoronazione, Galeazzo Maria dimostrò di possedere un carattere sì volitivo, ma con accenni di sadismo e di brutalità.
Bernardino Corio lo descrive crudelissimo: lo racconta capace di torturare perfino i propri amici fino alla follia, come fece con Giovanni Veronese, suo favorito, cui tagliò un testicolo. Il ventiduenne Ambrogio invece, pur di sfuggire alle sue lusinghe (Galeazzo era infatti bisessuale), si castrò da sé. Fece seppellire vivo il giovane Pietro Drego e per gelosia fece amputare entrambe le mani a Pietrino da Castello, calunniandolo come falsario, poiché lo aveva sorpreso a conversare con una propria amante. Quando sorprese un contadino che aveva catturato una lepre contro il divieto di caccia, lo costrinse a ingoiarla intera con tutta la pelle finché non ne morì soffocato. Poiché un prete astrologo aveva predetto la data della sua morte, Galeazzo lo fece murare vivo e volle vederlo morire di fame. Aveva il vizio di stuprare sia uomini sia donne, e di appropriarsi delle mogli altrui, e ancor peggio, una volta che aveva finito, le faceva stuprare a sua volta dai propri favoriti, ragione che fu alla base della congiura che lo stroncò nel 1476. Pena più lieve fra tutti andò invece al suo barbiere, il Travaglino, che, avendolo tagliato per sbaglio, ricevette quattro frustate. Il Corio lo descrive inoltre avidissimo, e impositore di insolite tasse.
Quando, nel 1471, sua sorella Ippolita chiese a un frate francescano sant'uomo in Napoli - forse Giovanni della Marca - di pregare per Galeazzo Maria, il frate si rifiutò di farlo, dicendo: "che voleti, madona, che pregha Dio per el Signore vostro fratello, che tanto teme Dio como fa quel muro?"
Di tanto in tanto era capace di pietà, ma ben lungi dal sentimento cristiano: nel 1469, avendo saputo che un prigioniero nel castello di Milano aveva tentato di suicidarsi senza tuttavia riuscirci, comandò al carceriere che non gli impedisse un secondo tentativo, anzi ve lo incoraggiasse:
(Lettera di Galeazzo Maria ad Ambrosino Longhignana.)
Privo di tatto diplomatico e arrogante (come si definirà, con un eufemismo, in una lettera al marchese di Mantova Ludovico III Gonzaga), si circondò di uno stuolo di amanti, tra le quali spiccava per importanza Lucia Marliani. Nella già menzionata lettera al marchese di Mantova, Galeazzo dichiarava d'avere pochissimi peccati, e veramente quasi nessuno: sosteneva di non aver mai rubato niente a nessuno e ammetteva di essere semmai un poco superbo, il che però si confaceva a un signore; piuttosto si vantava d'avere solamente "il peccato di lussuria, e quello ho in tutta perfezione, perché l'ho adoperato in tutti quei modi e forme che si possa fare". Al contrario dei genitori, Galeazzo Maria ostentava un amore smodato per il lusso e la ricchezza, come Scipione Barbuò, nelle sue Vite degli Sforzeschi, riporta:
(Barbuò, p. 96)

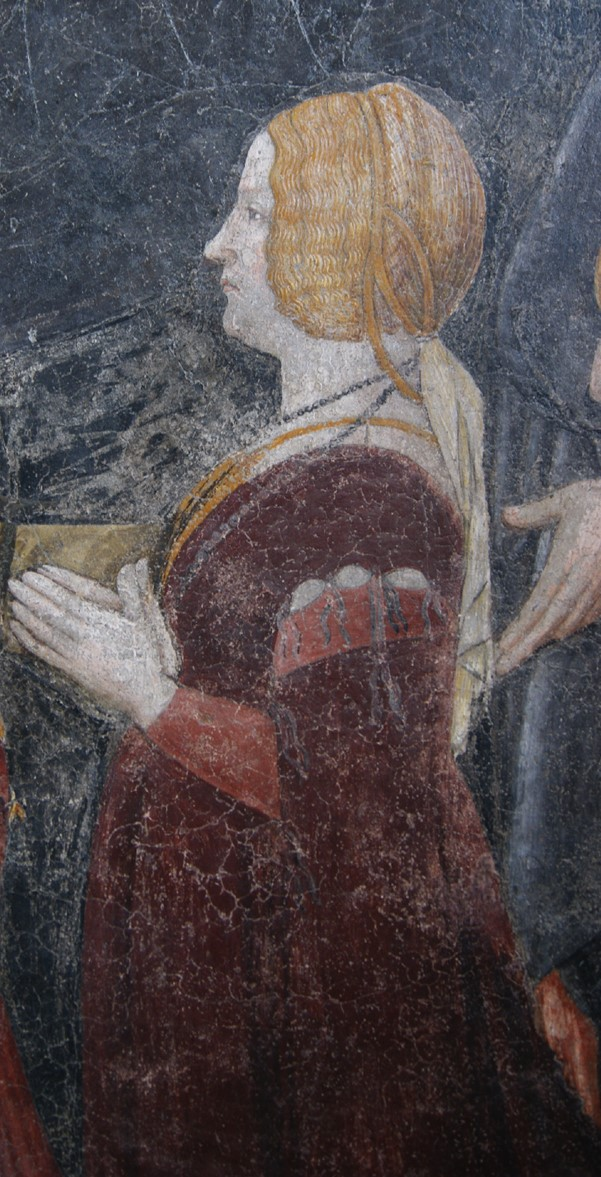
Lucia Marliani, favorita di Galeazzo Maria

In sostanza, il giovane Gian Galeazzo aveva ereditato dalla famiglia Visconti quella spregiudicatezza e quel cinismo morale (riscontrabile in alcuni membri illustri, nonché antenati della casata, quali Bernabò, Gian Galeazzo e il nonno Filippo Maria), ma anche certi tratti di genialità lasciati in eredità dai geni paterni (specialmente in campo economico e nella magnificenza delle arti). La natura autoritaria e dispotica di Galeazzo Maria, benché mitigata dall'abilità politica di Cicco Simonetta - che continuò a reggere gli affari del ducato - facilitò l'accendersi del conflitto con la madre Bianca Maria, contrariata per l'avventatezza e la mancanza di cautela nella gestione della cosa pubblica da parte del figlio, come infatti dimostrò nei confronti del conflitto veneto-savoiardo.

#### Guerra contro Venezia e la Savoia (1467)

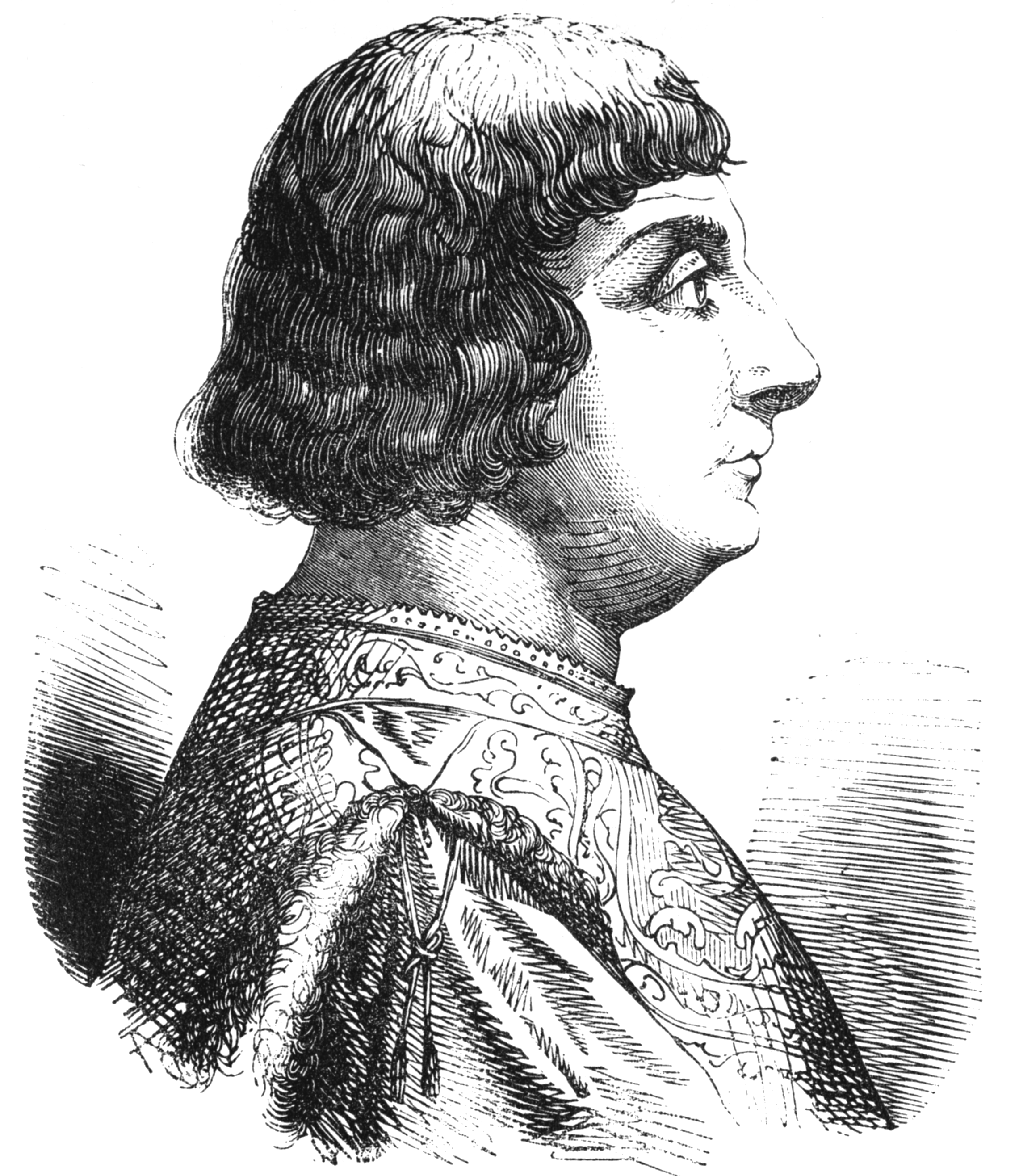
Incisione di Galeazzo Maria Sforza, proveniente da Cesare Cantù, Grande illustrazione del Lombardo-Veneto, Corona e Caimi Editori, Milano 1858

Venezia, che era rimasta al di fuori della Lega Italica promossa dieci anni prima da Francesco Sforza, cercò di minare tale coalizione nel 1466, allorché decise di supportare gli esuli fiorentini scampati alla vendetta di Piero de' Medici e inviando Bartolomeo Colleoni a compiere delle scorribande nel territorio ducale. Galeazzo Maria, tenendo fede all'alleanza con Firenze, si mosse a favore del Medici marciando - poi dissuaso dal farlo - verso il capoluogo toscano, mentre le forze ducali sconfissero quelle di Bartolomeo Colleoni nella battaglia della Riccardina (25 luglio 1467).
"L'intemperanza" del giovane duca si palesò quando il marchesato del Monferrato fu attaccato dalle truppe di Amedeo IX di Savoia comandate dal fratello del duca, Filippo: anziché concludere il consolidamento mediceo in Firenze, il duca partì alla volta del Piemonte ove costrinse Filippo alla resa (14 novembre 1467). Quest'irruenza fu non solamente criticata dagli alleati fiorentini, ma anche dalla stessa madre Bianca Maria. Il figlio, infatti, non dimostrava la pazienza politica del padre.

#### Matrimonio con Bona di Savoia e morte di Bianca Maria (1468)

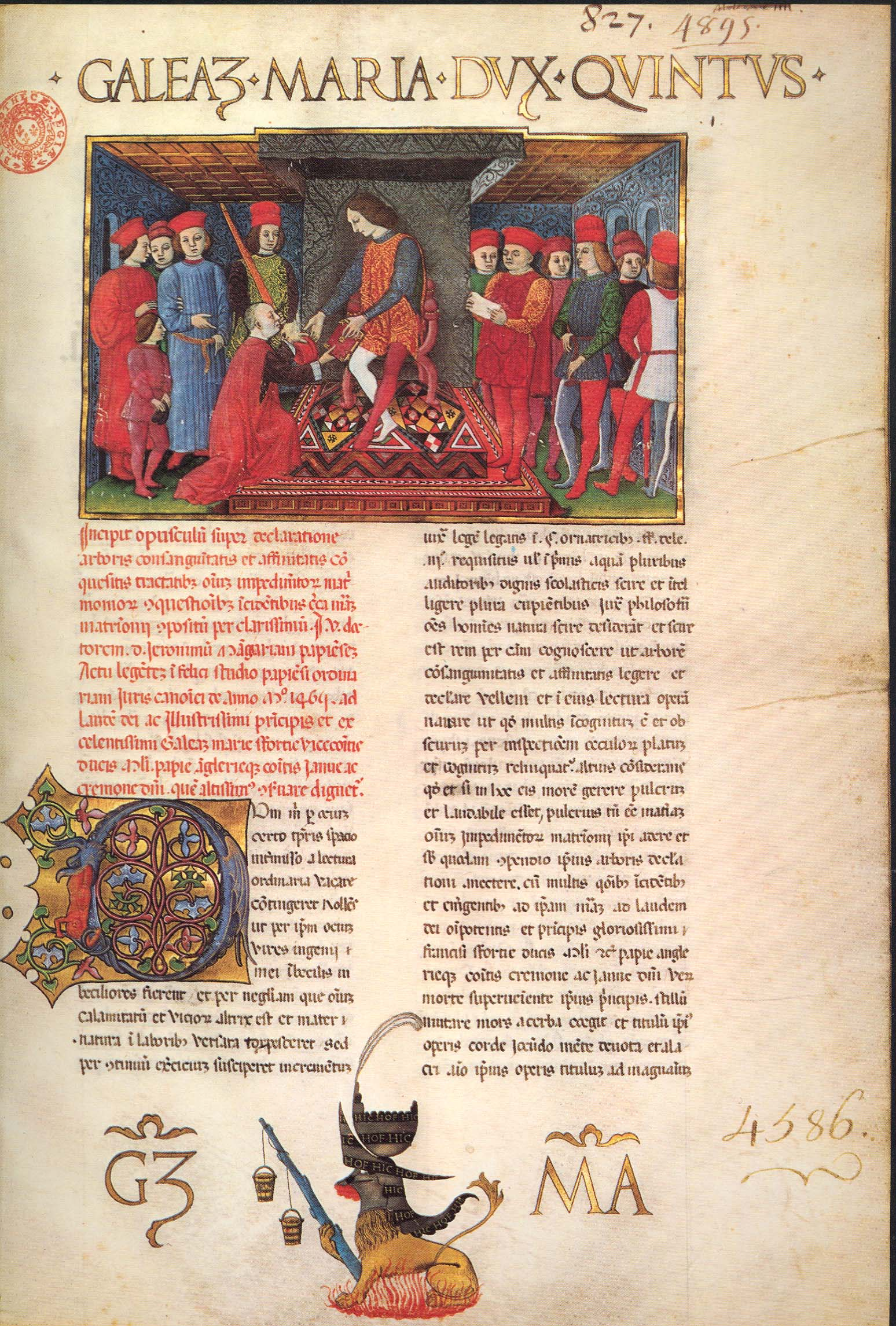
Gerolamo Mangiaria, Udienza di Corte sforzesca al tempo di Galeazzo Maria, miniatura, Parigi, Bibliothèque Nationale

Benché avesse dimostrato attenzione nei confronti dei Medici e avesse protetto gli alleati contro le mire piemontesi, il duca dimostrò la repentinità con cui cambiava le alleanze annullando da un lato il matrimonio del fratello Sforza Maria Sforza con Eleonora d'Aragona, figlia del re di Napoli e membro effettivo della lega; dall'altro, combinando un matrimonio con l'odiata dinastia dei Savoia per pressioni politiche da parte del Re di Francia.
Questi, infatti, sposato con Carlotta di Savoia, premeva affinché il Duca di Milano si unisse in matrimonio con sua cognata, Bona, per cementare ulteriormente l'alleanza franco-milanese. Questo matrimonio, malvisto da Bianca Maria probabilmente per l'alleanza con un nemico giurato di Milano e per le mancate nozze del figlio con Dorotea Gonzaga (morta nel frattempo il 21 aprile del 1467), pose fine alle ambizioni politiche dell'ultima Visconti. Ritiratasi nei suoi possedimenti di Cremona, ritornerà a Milano per vedere la ratifica del matrimonio, per infine morire nel castello di Melegnano il 23 di ottobre, scomparsa che le voci attribuivano come causa direttamente al figlio Galeazzo Maria. Anche Scipione Barbuò riporta questa diceria:
(Barbuò, p. 94)

#### Viaggio a Firenze (1471)
Affetto da manie di protagonismo politico, Galeazzo Maria si accinse, nella primavera del 1471, a recarsi a Firenze per rafforzare i vincoli di alleanza col signore della città, Lorenzo de' Medici detto Il Magnifico. Davanti a propositi aragonesi-veneziani di condurre una crociata in funzione antiturca, Galeazzo Maria decise di venire in visita all'alleato fiorentino col proposito di rafforzarne i legami, evitando che il Medici accondiscendesse totalmente ai progetti di Venezia e di Napoli, delle quali la prima era acerrima nemica dello Sforza. Il soggiorno dei milanesi, tendente «a sottolineare la dipendenza di Firenze dalle armi sforzesche, destò tra gli ospiti una grande indignazione», in quanto «andò...con tanta comitiva e pompa, che superò quella de' grandissimi re».

#### Provvedimenti economici

##### Cura dell'economia e degli operai
Tra i primi provvedimenti del Duca ci sono quelli di natura economica. Entusiasta sostenitore dell'artigianato lombardo, proseguì la politica accorta del padre favorendo i manufatti lombardi e proteggendo le botteghe artigianali dalla concorrenza straniera. Inoltre, curò l'economia lombarda introducendo nel 1468 la gelsibachicoltura e nel 1470 la coltivazione del riso, quest'ultimo inviato in ventidue sacchi a Borso d'Este come segno d'amicizia. Per facilitare i commerci, continuò la costruzione dei Navigli avviata dal padre, in special modo il Naviglio della Martesana e il canale che collega Binasco con Pavia. Oltre a interessarsi dell'innovazione dell'agricoltura e dell'industria manifatturiera lombarda, Galeazzo Maria si preoccupò anche della salute dei sudditi che vi lavoravano. Tale filantropia ante-litteram era dovuta non tanto per una particolare sensibilità umanitaria, ma anche perché il giovane duca si rese conto che la salute dei sudditi era necessaria per un'economia prospera. Pertanto, favorì le istituzioni sanitarie fondate dai suoi genitori, ordinò di fare dei censimenti per così promuovere una politica neonatale volta a incrementare la popolazione del ducato.

##### Riforma monetaria

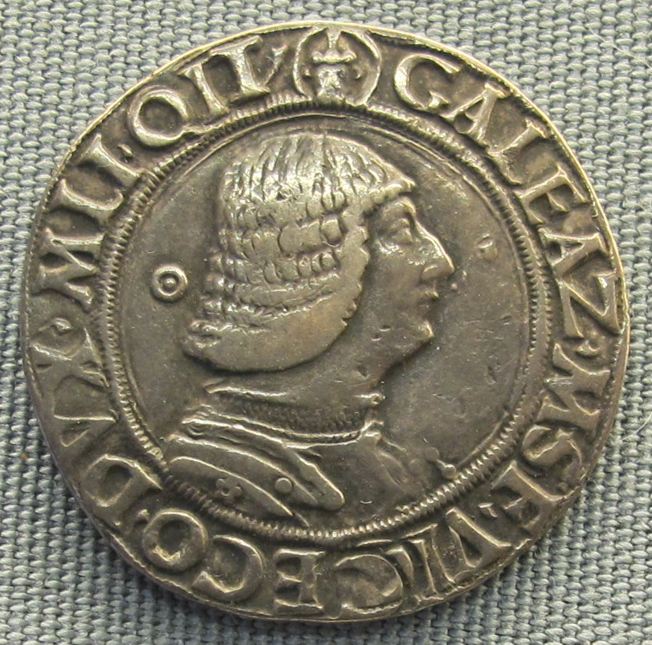
Un testone prodotto sotto il regno di Galeazzo Maria Sforza

Intorno al 1474 Galeazzo introdusse in Milano la nuova moneta, il Testone d'argento, del peso di circa 10 grammi. Secondo gli esperti questa moneta rappresenta il passaggio dalla monetazione medievale a quella rinascimentale. Si chiama "testone" perché riporta sul dritto il profilo del Duca. Il sistema monetario fu quindi curato particolarmente da Galeazzo Maria, il quale decise inoltre di spostare l'edificio della Zecca da via Moneta in quello della "Zecca vecchia".

##### Riforme burocratico-amministrative
Difficile invece valutare se queste ultime riforme furono positive o negative. Se da un lato le riforme promosse dal giovane duca furono innovative e oggettivamente positive (nuovi statuti per le corporazioni mercantili; riduzione dei privilegi economici accordati ai feudatari e alle classi agiate del ducato; creazione di una corte fastosa in un'ottica principesca al pari degli altri potentati italiani, ma che richiedeva molto denaro per il suo mantenimento), d'altro canto sconquassarono la moderata politica economica del padre, intento a mantenere la concordia partium ("concordia tra le parti") tra le varie classi sociali di uno Stato in subbuglio da anni.

#### Mecenatismo di Galeazzo Maria

##### Lavori del Castello Sforzesco

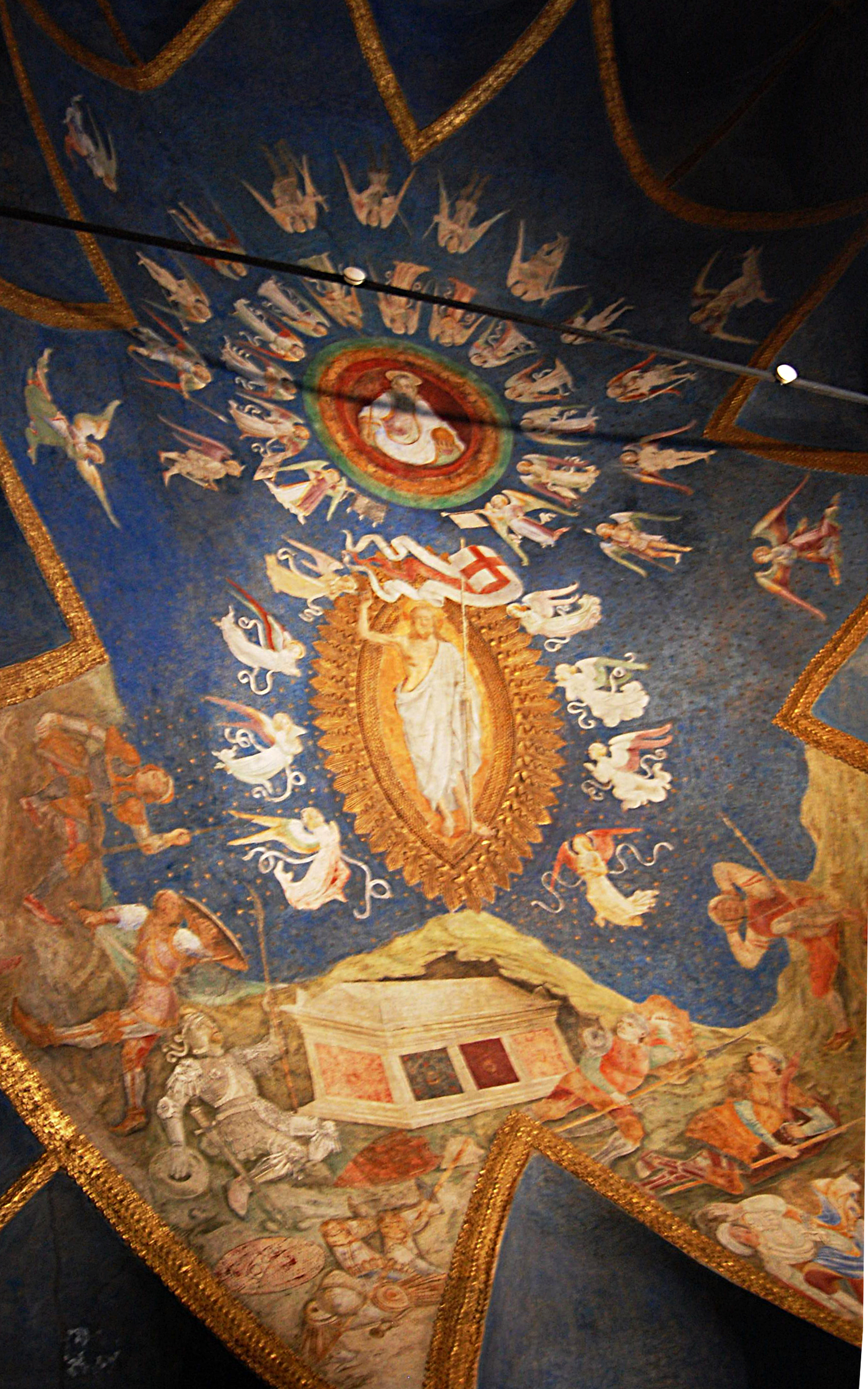
La volta della Cappella Ducale, Castello Sforzesco, Milano

Galeazzo Maria fu, inoltre, patrono appassionato delle arti figurative e della cultura in generale, anche se questa fu rivolta non più al bene pubblico, ma al fasto e all'esaltazione di spazi privati. Fornito di una buona cultura umanistica, il duca si dedicò alla decorazione e all'abbellimento del Castello. Questo, costruito dal padre Francesco sulle rovine di quello di Porta Giovia, non era però divenuto il simbolo del restaurato potere signorile: Francesco e Bianca Maria, infatti, risiedevano nella Corte d'Arengo, per cercare di non alienarsi le simpatie popolari. Al contrario, il loro figlio decise di trasferirsi nel Castello, col fine di rimarcare la dimensione principesca e signorile a discapito di quella "comunale" lasciata apparentemente in vigore dai genitori.
Gian Galeazzo chiamò al suo servizio gli architetti Bartolomeo Gadio e Benedetto Ferrini di Firenze, ai quali affidó la ristrutturazione dell'area di rappresentanza (la Corte Ducale), la Rocchetta e di un alloggio privato per la famiglia ducale, chiamato "Cassino". Nel 1468, in occasione delle nozze con Bona di Savoia, fece affrescare alcune sale. Tra le decorazioni interne della nuova residenza ducale, spicca per eleganza e importanza la Cappella Ducale, costruita nel 1471 e alla quale lavorarono artisti di primissima importanza quali Bonifacio Bembo, Giacomino Vismara e Stefano de Fedeli. Adornata di stupende decorazioni e ammantata d'oro puro, secondo lo stile del gotico internazionale ancora influente a Milano, la Cappella può essere considerata uno dei capolavori dell'arte sforzesca. Sono testimoniate, sulla base di informazioni archivistiche, di altri progetti artistici volti a rendere l'ambiente il più sontuoso e ricco di quanto lo fosse mai stato, con l'inserimento di scene faunistiche ora e di storie della famiglia Visconti poi.

##### Lavori del Castello Visconteo

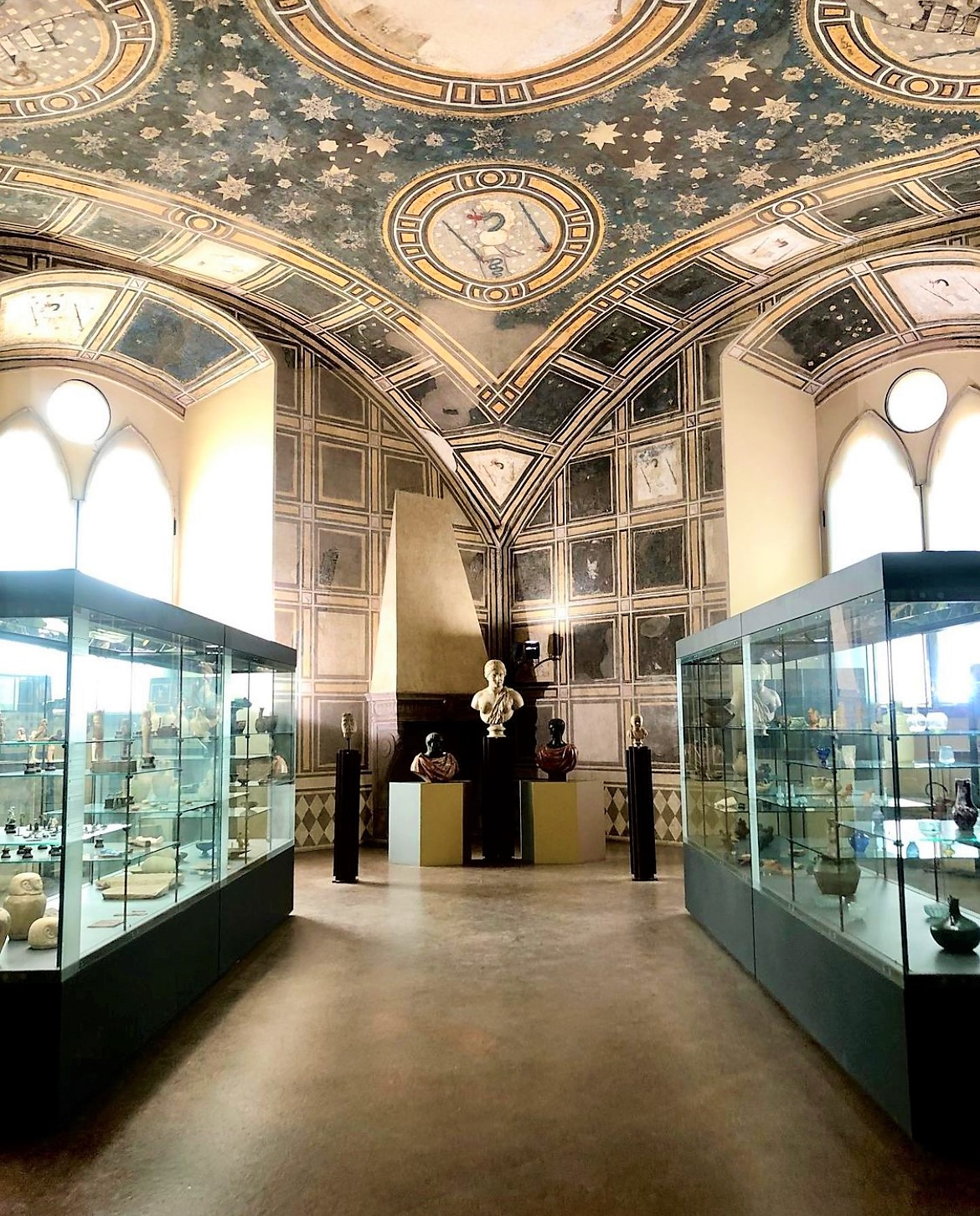
La sala azzurra, 1469, Castello Visconteo, Pavia

Come i suoi avi Galeazzo II e Gian Galeazzo Visconti, il duca aveva una particolare predilezione per il castello di Pavia e il grande parco Visconteo, tanto che i suoi soggiorni (e di conseguenza quelli della sua corte) nel maniero pavese, progressivamente, divennero sempre più frequenti e duraturi. Nel 1469 Galeazzo Maria, in coincidenza con il suo matrimonio con Bona di Savoia, promosse importanti interventi sull'apparato decorativo del castello, incaricando Bonifacio Bembo sia di rinfrescare le pitture di alcune sale, sia di eseguire nuovi affreschi di gusto cortese. Di tale ciclo di affreschi si conserva, al pianterreno della torre di sud- ovest (Sala II del museo archeologico) la "sala azzurra", particolarmente sontuosa per la preziosità delle tecniche e dei materiali impiegati. La decorazione è formata da riquadri con cornici rilevate in pastiglia dorata, che suddividono le pareti. Sempre in rilievo e ricoperti di lamine dorate sono sia i motivi araldici (gigli di Francia e emblemi sforzeschi) sia le stelle, entrambe realizzate su sfondi alternativamente blu e verdi.
Nel 1474, Galeazzo Maria Sforza fece risistemare la cappella ducale del castello. Nelle intenzioni del duca, nella piccola chiesa dovevano essere esposte tutte le reliquie di proprietà dei duchi di Milano. Il soffitto fu affrescato di blu e decorato con stelle dorate, sull’altare fu posta una grande ancona lignea dorate, mentre lungo le pareti della cappella si snodavano grandi armadiature, ugualmente rivestite d’oro, che contenevano scaffali e cassetti per le reliquie. Le ante di questi grandi porta reliquie erano decorate da 200 tavolette che raffiguravano, su fondo oro, immagini di Santi. Tali pitture furono eseguite da una squadra di pittori guidata da Bonifacio Bembo e Vincenzo Foppa.

##### Altri interventi

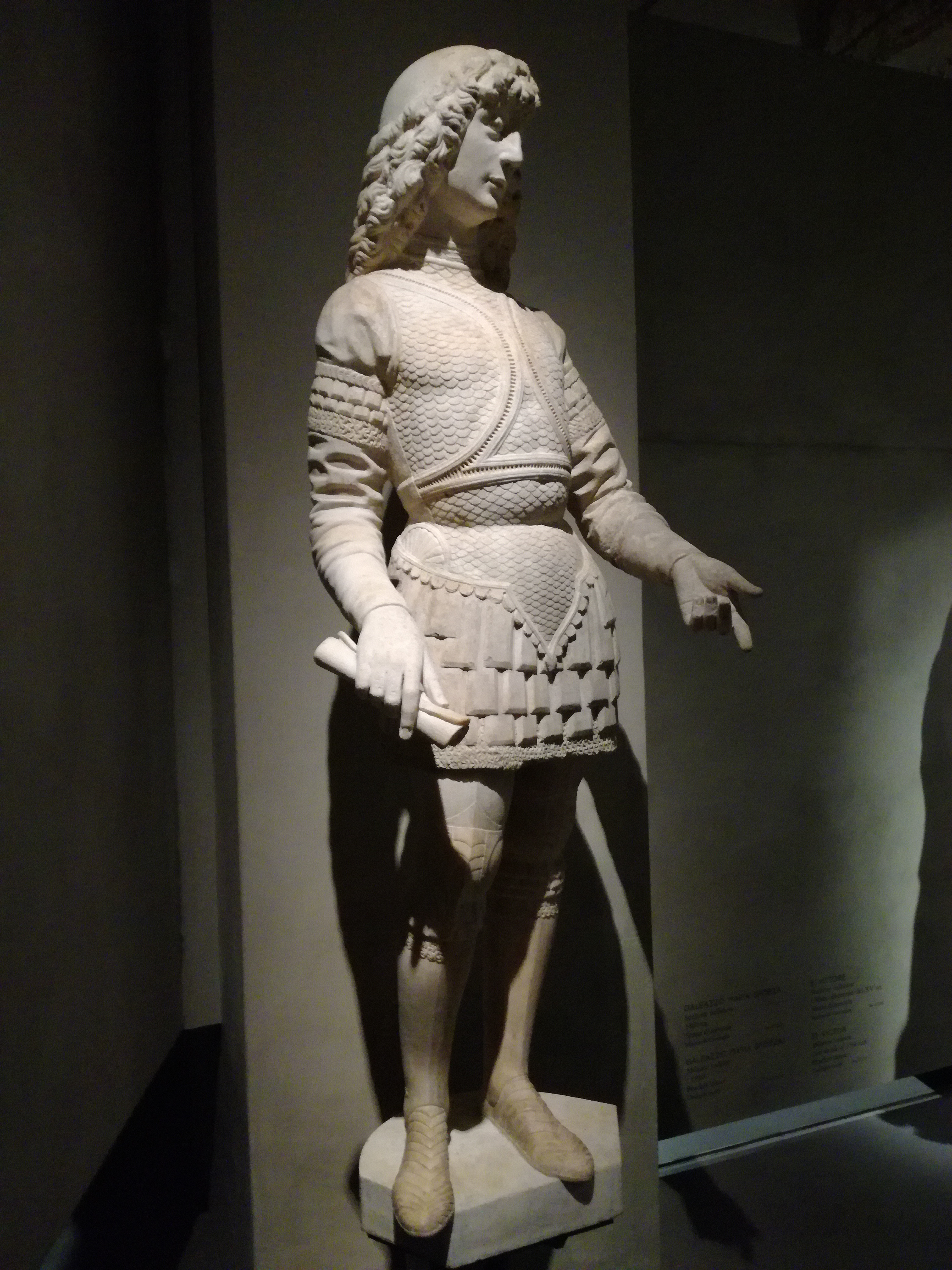
Giovanni Antonio Amadeo, Galeazzo Maria Sforza con l'atto di donazione delle cave di Candoglia, Museo del Duomo di Milano

Egli proseguì inoltre nell'opera di edificazione dell'Ospedale maggiore, voluto da suo padre, e del Duomo, in costruzione da quasi un secolo. In particolare, è ricordato per aver fatto dono alla Veneranda Fabbrica del Duomo delle cave di marmo di Candoglia, il materiale con cui la cattedrale è edificata. Fu negli anni settanta, inoltre, che il giovane Bramante da Urbino si dedicò all'erezione della Chiesa di San Satiro, gioiello del rinascimento lombardo. All'architetto Gadio commissionò la costruzione del Santuario di Santa Maria del Monte (Varese).

##### Patronato musicale
Nel 1471 il Duca decise di assumere al suo servizio un gruppo di musicisti fiamminghi per incrementare il proprio prestigio. Giunsero a corte i fiamminghi Gaspar von Weerbeke, Alessandro Agricola, Loyset Compère e Johannes Martini che, tra il 1471 e il 1476, resero Milano uno dei più importanti centri musicali d'Europa. Accolti nella Cappella Ducale, Galeazzo Maria era solito assistere alle esecuzioni di questi maestri della musica polifonica rinascimentale, i quali contribuirono non solo all'importazione di gusti franco-fiamminghi nella corte sforzesca, ma anche rinvigorirono la schola cantorum del Duomo di Milano, da tempo decaduta per la mancanza di un maestro di cappella. Nicola Ratti accenna anche lui alla passione di Galeazzo Maria per la musica:
(Ratti, 2, p. 46)
Tale patrocinio, però, durò solo finché visse Galeazzo Maria. Dopo la morte del duca, infatti, il primato italiano passò a Ferrara ove il duca Ercole d'Este si distinse per il suo patronato, anche se il fratello di Galeazzo, Ludovico il Moro, tentò di mantenere in vita l'opera del fratello.

##### Prima tipografia lombarda
Sempre nel 1471, Galeazzo Maria favorì la diffusione dei caratteri mobili in Lombardia, concedendo al parmigiano Panfilo Castaldi di fondare a Milano una tipografia. Il Castaldi, coadiuvato dai fratelli suoi conterranei Antonio e Fortunato Zarotto (oltre che da Gabriele Orsoni), pubblicò una serie di classici latini (il De verborum significatione di Sesto Pompeo Festo il 3 agosto 1471; la Cosmographia di Pomponio Mela il 25 settembre del medesimo anno). Le Epistolae Familiares di Cicerone videro la luce il 25 marzo 1472 per opera dell'editore lombardo Filippo da Lavagna da Lodi, mentre per opera di Antonio Zarotto fu pubblicato il primo messale stampato a caratteri mobili (1474). Dopo che il Castaldi abbandonò il Ducato nel maggio del 1472, la direzione della tipografia fu presa in mano da Antonio Zarotto, sotto la cui direzione fu stampato, per la prima volta in assoluto, un volume interamente in caratteri greci: si trattava della grammatica di Costantino Lascaris (1476).

##### Cultura umanistica

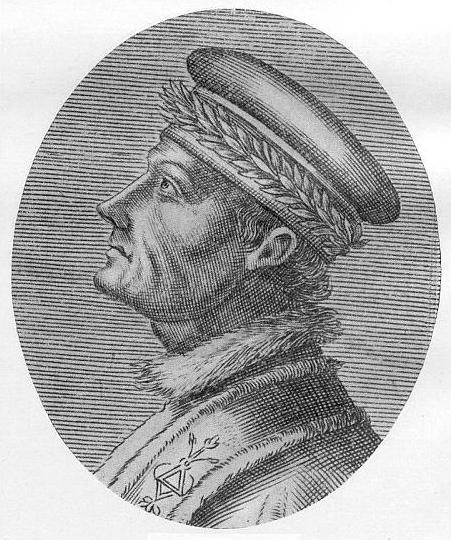
Francesco Filelfo, il principale esponente dell'umanesimo lombardo sotto Galeazzo Maria Sforza

Formatosi presso Guiniforte Barzizza, la cultura di Galeazzo Maria era di stampo umanistico: versatile sia nel greco sia in latino, il duca sforzesco continuò l'opera del padre Francesco nella protezione degli uomini di cultura. Alla sua corte operò l'umanista marchigiano Francesco Filelfo, espressione dell'umanesimo cortigiano volto alla celebrazione del potente protettore attraverso l'erudizione classica: la Sphortias è «modello di una letteratura priva di ispirazione sincera e di idealità, benché formalmente raffinatissima e piena di erudizione»; lo stesso vale per il portato antirepubblicano delle Odae. Promotore dell'umanesimo, il Filelfo fece chiamare a Milano Gabriele Paveri Fontana, Lampugnino Birago, Bonaccorso da Pisa e Cola Montano, umanisti minori che gravitarono intorno al loro protettore. Oltre all'umanesimo classicheggiante, sotto Galeazzo Maria si rinnovò anche l'interesse per la poesia volgare che troverà il culmine nel governo del fratello Ludovico il Moro, quando alla corte sforzesca operarono Serafino Aquilano e Demetrio Calcondila.

### Assassinio e sepoltura celata

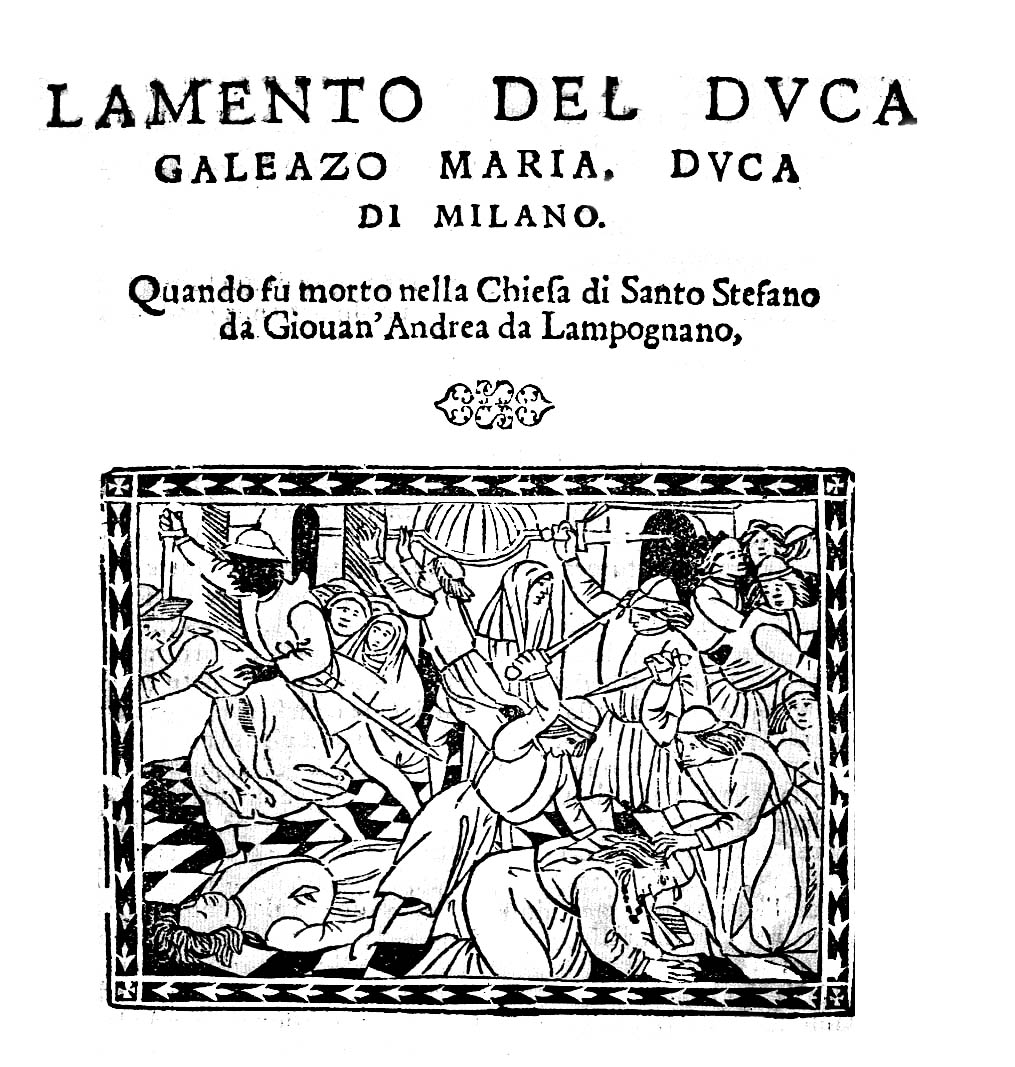
Galeazzo Maria Sforza è assalito e ucciso il 26 dicembre 1476

Il carattere difficile del Duca e l'arroganza con cui trattava i suoi sottoposti gli alienarono le simpatie della nobiltà. Ne risultò una congiura di nobili milanesi già suoi nemici, ai quali si aggiunsero gli avversari anche per risentimenti personali, con il probabile supporto della longa manus del re di Francia Luigi XI di Valois, timoroso che lo Sforza volesse diventare re d'Italia. Galeazzo Maria fu ucciso, nonostante il tentativo difensivo dell'arciere Riva (de Rippa di Galbiate), da Giovanni Andrea Lampugnani, Girolamo Olgiati e Carlo Visconti che gli furono addosso pugnalandolo sulla soglia della chiesa di Santo Stefano il 26 dicembre 1476, poco prima che compisse i 33 anni. Il duca cadde immediatamente morto fra le braccia degli ambasciatori di Mantova e di Ferrara, mentre, nel gran tumulto scoppiato nella chiesa, il Lampugnani venne subito ucciso da una guardia del Duca; il Visconti venne catturato e successivamente messo a morte e l'Olgiati, che riuscì a scappare dal tempio ma al quale alcuni parenti negarono l'ospitalità, venne catturato dopo alcuni giorni e, dopo terribili torture, ucciso per squartamento. Del corpo di Galeazzo Maria non si seppe nulla. Venne sepolto di nascosto, durante la notte, tra due colonne del Duomo in un luogo imprecisato. Si temevano disordini pubblici, visto l'odio che si era accumulato nei suoi confronti. Recentemente si sono avanzate ipotesi di ritrovamento della salma dell'odiato Sforza. Ci sono forti indizi, infatti, che il teschio di Galeazzo Maria Sforza sia quello ritrovato nella chiesa di Sant'Andrea a Melzo durante lavori di restauro. Il cranio, sottoposto al test del C14, risulta essere databile intorno alla metà del Quattrocento.

## Discendenza
Galeazzo Maria fu promesso sposo nel 1450 a Susanna Gonzaga la quale, a causa del manifestarsi della tara ereditaria di famiglia (la gobba), fu poi sostituita nei patti con la sorella Dorotea, la quale però morì prematuramente nel 1467. 
Successivamente, tramite la pace di Ghemme del 1467, nel 1468 contrasse matrimonio con Bona di Savoia (10 agosto 1449 - 23 novembre 1503), dal quale nacquero quattro figli:
- Gian Galeazzo Maria Sforza (20 giugno 1469 - 22 ottobre 1494), chiamato così in memoria di Gian Galeazzo Visconti[72];
- Ermes Maria Sforza (10 maggio 1470 - 1503);
- Bianca Maria Sforza (5 aprile 1472 - 31 dicembre 1510) sposò l'imperatore Massimiliano I d'Asburgo il 16 marzo 1494;
- Anna Maria Sforza (21 luglio 1476 - 30 novembre 1497) sposò Alfonso I d'Este duca di Ferrara il 17 gennaio 1491.

Ebbe inoltre quattro figli illegittimi da Lucrezia Landriani:
- Carlo Sforza (1458 - 9 maggio 1483);
- Caterina Sforza (1463 - 1509), che divenne dapprima signora di Forlì e Imola e in seguito al terzo matrimonio fu la madre del famoso condottiero Giovanni dalle Bande Nere;
- Alessandro Sforza, signore di Francavilla (1465 - 29 settembre 1523), sposò Barbara dei Conti Balbiani di Valchiavenna;
- Chiara Sforza (1467 - 15 maggio 1531), sposata con Pietro, conte Dal Verme di Sanguinetto, Bobbio e Voghera, e signore di Vigevano; in seconde nozze Fregosino Fregoso, signore di Novi.

E due figli illegittimi da Lucia Marliani:
- Galeazzo Sforza (morto il 28 settembre 1511), detto il "contino di Melzo". Catturato a Soave dal provveditore degli stradioti Federico Contarini, morì di peste durante il tragitto per Padova[73] .
- Ottaviano Maria Sforza (1475 - 1545), che divenne vescovo di Lodi[74].

## Ascendenza
|                          |                        |                      | Genitori           |  |  | Nonni |  |  | Bisnonni           |  |  | Trisnonni       |  |
|                          |                        |                      |                    |  |  |       |  |  | Giovanni Attendolo |  |  | Muzio Attendolo |  |
|                          |                        |                      |                    |  |  |       |  |  | Giovanni Attendolo |  |  | Muzio Attendolo |  |
|                          |                        | …                    |                    |  |  |       |  |  | Giovanni Attendolo |  |  |                 |  |
| Giacomo Attendolo Sforza |                        |                      |                    |  |  |       |  |  | Giovanni Attendolo |  |  |                 |  |
|                          |                        | Elisa Petraccini     | Ugolino Petraccini |  |  |       |  |  |                    |  |  |                 |  |
|                          |                        | Elisa Petraccini     | Ugolino Petraccini |  |  |       |  |  |                    |  |  |                 |  |
|                          |                        | Elisa Petraccini     | …                  |  |  |       |  |  |                    |  |  |                 |  |
| Francesco I Sforza       |                        | Elisa Petraccini     |                    |  |  |       |  |  |                    |  |  |                 |  |
|                          |                        | …                    | …                  |  |  |       |  |  |                    |  |  |                 |  |
|                          |                        | …                    | …                  |  |  |       |  |  |                    |  |  |                 |  |
|                          |                        | …                    | …                  |  |  |       |  |  |                    |  |  |                 |  |
| Lucia Terzani            |                        | …                    |                    |  |  |       |  |  |                    |  |  |                 |  |
|                          |                        | …                    | …                  |  |  |       |  |  |                    |  |  |                 |  |
|                          |                        | …                    | …                  |  |  |       |  |  |                    |  |  |                 |  |
|                          |                        | …                    | …                  |  |  |       |  |  |                    |  |  |                 |  |
| Galeazzo Maria Sforza    |                        | …                    |                    |  |  |       |  |  |                    |  |  |                 |  |
|                          | Gian Galeazzo Visconti | Galeazzo II Visconti |                    |  |  |       |  |  |                    |  |  |                 |  |
|                          | Gian Galeazzo Visconti | Galeazzo II Visconti |                    |  |  |       |  |  |                    |  |  |                 |  |
|                          | Gian Galeazzo Visconti | Bianca di Savoia     |                    |  |  |       |  |  |                    |  |  |                 |  |
| Filippo Maria Visconti   | Gian Galeazzo Visconti |                      |                    |  |  |       |  |  |                    |  |  |                 |  |
|                          |                        | Caterina Visconti    | Bernabò Visconti   |  |  |       |  |  |                    |  |  |                 |  |
|                          |                        | Caterina Visconti    | Bernabò Visconti   |  |  |       |  |  |                    |  |  |                 |  |
|                          |                        | Caterina Visconti    | Regina della Scala |  |  |       |  |  |                    |  |  |                 |  |
| Bianca Maria Visconti    |                        | Caterina Visconti    |                    |  |  |       |  |  |                    |  |  |                 |  |
|                          |                        | Ambrogio del Maino   | …                  |  |  |       |  |  |                    |  |  |                 |  |
|                          |                        | Ambrogio del Maino   | …                  |  |  |       |  |  |                    |  |  |                 |  |
|                          |                        | Ambrogio del Maino   | …                  |  |  |       |  |  |                    |  |  |                 |  |
| Agnese del Maino         |                        | Ambrogio del Maino   |                    |  |  |       |  |  |                    |  |  |                 |  |
|                          |                        | Ne de Negri          | …                  |  |  |       |  |  |                    |  |  |                 |  |
|                          |                        | Ne de Negri          | …                  |  |  |       |  |  |                    |  |  |                 |  |
|                          |                        | Ne de Negri          | …                  |  |  |       |  |  |                    |  |  |                 |  |
|                          |                        | Ne de Negri          |                    |  |  |       |  |  |                    |  |  |                 |  |

## Stemma
| Image | Stemma |
| ----- | --- |
| \| \| | Galeazzo Maria Sforza Duca di Milano Inquartato: nel primo e nel quarto, d'oro all'aquila spiegata di nero, lampassata di rosso e coronata del campo; nel secondo e nel terzo, d'argento alla biscia viscontea ondeggiante in palo d'azzurro, coronata d'oro, ingollante un fanciullo di carnagione |
|       | |

### Esplicative
1. ↑  Il Ducato di Milano era nato nel 1398 per investitura imperiale. Estintasi la dinastia dei Visconti nel 1447, soltanto all'imperatore spettava decidere il da farsi. Quando lo Sforza conquistò Milano nel 1450, Federico si sentì gravemente offeso perché fu minata la sua autorità imperiale. Cfr. Bosisio, 1978, p. 176.
2. ↑  A causa di alcune sfortunate scelte finanziarie, Piero, già malato e privo dell'autorità morale del padre Cosimo, fu oggetto di una congiura della quale fecero parte Diotisalvi Neroni e Luca Pitti, col fine di ucciderlo e liberare Firenze dai Medici. Si veda: Machiavelli, pp. 344-345.
3. ↑  Il legame tra i Medici e la casa degli Sforza era fondamentale per entrambe le parti.

Stipulata tra Cosimo de' Medici e Francesco Sforza al momento dell'ascesa di quest'ultimo al rango ducale nel 1450, l'alleanza prevedeva da un lato la difesa della criptosignoria medicea a Firenze attraverso l'aiuto armato degli Sforza; dall'altro, il ricchissimo banco mediceo avrebbe finanziato l'opera di ricostruzione e di rafforzamento del Ducato di Milano, Stato dissanguato da decenni di belligeranza.

### Bibliografiche
1. ↑  Galeazzo Maria Sforza, di Cesare Violini, 1943, p. 141.
2. 1 2 3 4 5 6 7 8 9 10 11 12 13 14 15 16 17 18 19 20 21  Vaglienti.
3. 1 2  Ratti, 2, p. 44.
4. 1 2  Bosisio, 1978, p. 179.
5. ↑  Bernato.
6. 1 2 3 4 5 6   Francesca M. Vaglienti, Gli Sforza e Milano (PDF), su kallistearte.org, Università degli Studi di Milano. URL consultato il 14 dicembre 2014.
7. ↑  Lopez, p. 83.
8. ↑  Lopez, 1978, p. 37 §2.
9. ↑  Cfr. Francesco Sforza e Cosimo de' Medici
10. ↑  Il papa concede questo onore, come sottolinea Lopez, p. 85, perché s'attende da Francesco Sforza gli aiuti militari più consistenti nella Crociata contro i Turchi.
11. ↑   Marco Pellegrini, Pio II in Enciclopedia dei Papi Treccani, su treccani.it, 2000. URL consultato il 20 dicembre 2014.
12. ↑   Ingeborg Walter, Barbara di Hohenzollern in Dizionario Biografico degli Italiani, su treccani.it, vol. 6, Treccani, 1964. URL consultato il 20 dicembre 2014.
13. ↑  Cronaca universale della città di Mantova. Volume II.
14. ↑  Nel 1461, Francesco Sforza ebbe un violento attacco di gotta che lo ridusse in fin di vita. Sapendo del suo precario stato di salute, volle preparare il primogenito a prendere in mano il timone dello Stato.
15. ↑  Lopez, p. 86.
16. ↑  Lopez, p. 87.
17. 1 2  Santoro, p. 111.
18. 1 2  Ratti, p. 44.
19. ↑  Menniti Ippolito.
20. ↑  Corio, p. 254.
21. ↑  Santoro, p. 111 e Bosisio, 1978, p. 178.
22. ↑  In Archivio Storico, p. 176, il Romagnano sembra aver preso da sola l'iniziativa, liberando da Novalesa Galeazzo Maria e i suoi compagni dal gruppo ostile legato ai Savoia.
23. ↑  Archivio Storico, p. 176.
24. ↑  Lopez, p. 88.
25. ↑  Archivio Storico, pp. 176-177.
26. ↑  Corio, p. 255.
27. 1 2 3  Archivio Storico, p. 177.
28. 1 2 3   Mauro Colombo, Storia di Milano - Galeazzo Maria Sforza, su storiadimilano.it, 12 ottobre 2005. URL consultato il 23 dicembre 2014.
29. ↑  In Barbuò, p. 97 si ricorda, tra le altre cose, che «fu crudele e fece morir di fame un sacerdote [...] Altri fece serrar vivi nelle case, e seppellire sotto terra come morti».
30. ↑  Corio, p. 982.
31. ↑  Con animo virile» Donne e potere nel Mezzogiorno medievale (secoli XI-XV) A cura di Patrizia Mainoni. Collana: I libri di Viella, p. 447.
32. ↑  Motta Emilio. Suicidi nel quattrocento e nel cinquecento, Archivio Storico Lombardo: Giornale della società storica lombarda (1888 mar, Serie 2, Volume 5, Fascicolo 1), pp. 97-98.
33. 1 2  Lopez, p. 93.
34. ↑  Lopez, p. 93 e Bosisio, 1978, p. 178.
35. ↑  Ratti, 2, p. 45.
36. ↑   Francesca M. Vaglienti, Milano e gli Sforza (PDF), su kallistearte.org, Università degli Studi di Milano. URL consultato il 23 dicembre 2014.
37. ↑  Bosisio, p. 380, parla di «...carattere chiuso e poco promettente di tiranno».
38. 1 2  Bosisio, 1978, p. 178.
39. ↑  Catalano riassume così la causa della rottura tra madre e figlio: 
«Il dissidio che ben presto si scavò fra lei [Bianca Maria] e Galeazzo Maria non riguardò queste fondamentali ragioni politiche, ma fu piuttosto dovuto alla condotta avventata e impulsiva del figlio, ben diversa da quella cauta e prudente del marito»
40. ↑  Santoro, pp. 113-114:
«Il nuovo duca di Milano, con una certa impulsività, appena ebbe sentore del complotto scoperto in Firenze, scrisse alla Comunità di quella città, offrendosi di andare lui stesso "in persona con ogni nostra possanza" a guidare le sue genti d'arme che aveva fatto venire dal bolognese, ove in quel momento si trovavano. Ma Piero declinò l'offerta e fece capire di non gradire troppo che si dicesse che egli aveva soffocato il complotto con l'aiuto di altri Signori.»
41. 1 2  Barbuò, p. 94.
42. ↑  Lopez.
43. ↑  Santoro, p. 118.
44. ↑  Il matrimonio per procura fu celebrato il 9 maggio dello stesso anno ad Amboise, secondo Catalano.
45. 1 2  Lopez, p. 91.
46. ↑  Catalano: «Si sparse la voce che fosse stata avvelenata da Galeazzo Maria...»
47. ↑  Lopez, p. 92.
48. 1 2  Lopez, 1978, p. 52 §2.
49. 1 2  Lopez, 1978, p. 52 §1.
50. ↑  Buzzi, p. 429.
51. 1 2  Dell'Acqua, p. 124 §2.
52. ↑  cfr. Francesco Sforza.
53. ↑   Il Castello dei Visconti e degli Sforza, su milanocastello.it. URL consultato il 5 settembre 2017.
54. 1 2   Gli ambienti di origine sforzesca - La Cappella Ducale, su milanocastello.it. URL consultato il 5 settembre 2017.
55. 1 2   Mauro Colombo, L'assassinio del duca Galeazzo Maria Sforza, su milanoneisecoli.blogspot.it. URL consultato il 20 agosto 2010.
56. ↑   Edoardo Rossetti e Federico Del Tredici, Percorsi castellani da Milano a Bellinzona ; guida ai castelli del ducato, Milano, Castelli del Ducato, 2012,  pp. 55-57, ISBN 9788896451021.
57. ↑  Autori vari, Il Grande Museo del Duomo: il simbolo di Milano svela la sua storia, Corriere della Sera, 2013
58. ↑  Verga, p. 87.
59. ↑   Silvano Colombo, Conoscere il Sacromonte, Varese, Lativa, 1994,  p. 129.
60. 1 2  Santoro, p. 281.
61. 1 2 3   Umberto Scarpetta, La musica nel Duomo di Milano dall'ars nova al rinascimento, su tomoquarto.it. URL consultato il 23 dicembre 2014.
62. ↑  Lopez, p. 94.
63. 1 2 3  Veneziani.
64. ↑  Lopez, p. 94 e Verga, p. 86.
65. ↑  Verga, p. 86.
66. ↑  Lopez, p. 94 e Santoro, p. 93.
67. ↑  Bologna, p. 267 §2.
68. ↑  Cappelli, p. 248.
69. ↑  Bologna, p. 268 §2.
70. ↑  Lopez, 1978, p. 52 §2: «Il Lampugnani pugnalava Galeazzo per questioni di interesse, Carlo Visconti per vendetta d'onore, l'Olgiati per ideologia tirannicida».
71. ↑  Per approfondire la figura del Duca e le cause che portarono al suo assassinio e la bibliografia necessaria è possibile consultare le pagine di Cronologia Leonardo.
72. ↑  Corio, p. 258.
73. ↑   Sanudo Marin, Diarii, su F. Visentini (a cura di), books.google.it, Volume 12, 1886,  p. 603.
74. ↑   SFORZA, Ottaviano Maria - Treccani, su Treccani. URL consultato il 18 gennaio 2024.
75. ↑   Giovan Battista di Crollalanza, Dizionario storico blasonico delle famiglie nobili o notabili italiane estinte e fiorenti, vol. 2, 1886,  p. 527.